# På lediga stunder
På lediga stunder var en familjetidskrift i dagstidningsformat. Tidningen kom ut från 5 januari 1924 till 19 november 1932 med ett kort utgivningsuppehåll 31 augusti till 19 september 1924. Ett provnummer kom ut den 19 december 1923. Tidningens fullständiga titel var På lediga stunder / Humoresker - Berättelser - Följetonger. Tidningen var periodisk bilaga till  Mellersta Sveriges jordbrukaretidning från den 20 september 1920 till 19 november 1932. Tidningen slutar utkomma som egen publikation 19 november 1932, men fortsätter som periodisk bilaga till Mellersta Sveriges jordbrukaretidning  t.o.m. 14 oktober 1933. Uppgår i  Mellersta Sveriges jordbrukaretidning den 21 oktober 1933.

## Redaktion
Redaktionsort  var till 13 augusti 1927 Eskilstuna sedan från 20 augusti 1927 till 18 juni 1932 Stockholm därefter åter Eskilstuna till 19 november 1932.Tidningen kom ut lördagar till 1924 sedan bara två fredagar i månaden till 6 november 1926, varefter det åter blev en dag i veckan först fredagar 1925 sedan lördagar till upphörandet 1932.
| Period                 | Ansvarig utgivare                          | Period                 | Redaktör        | Kommentar                                             |
| 1923-12-19--1925-01-01 | ingen uppgift                              | 1923-12-19--1924-12-27 | Karlsson, Arvid | Uppgiften avser Mellersta Sveriges jordbrukaretidning |
| 1925-01-02--1932-08-08 | Wikmark, Elon fil dr                       | 1925-01-02--1932-08-05 | Ingen uppgift   | Uppgiften avser Mellersta Sveriges jordbrukaretidning |
| 1932-08-09--1932-11-19 | Karlsson, Arvid Konrad Filippus redaktören | 1932-08-06--1932-11-19 | Karlsson, Arvid | Uppgiften avser Mellersta Sveriges jordbrukaretidning |

## Tryckning
Förlaget hette Elon Wikmark med säte i Eskilstuna. Tryckeri var Sörmlandspostens tryckeriaktiebolag i Eskilstuna till 8 december 1931 sedan till tidningens upphörande Tidningsaktiebolaget Norra Sörmlands tryckeri  i Eskilstuna. Man tryckte bara i svart med antikva som typsnitt. Satsyta var 46-47x35-36 cm och sidantalet 6 till 8 sidor något enstaka nummer 1924 12 sidor. Tidningens upplaga är bara känd 1924 då den var 9000 exemplar. Priset varierade mellan 2,50 kronor och 3 kronor.